# Глибокинське міське поселення
Глибокинське міське поселення — міське поселення у складі Кам'янського району Ростовської області Росії.
Адміністративний центр — смт Глибокий.
Населення - 10856 осіб (2010 рік).

## Географія
Глибокинське міське поселення розташоване на півночі Кам’янського району у долині річки Глибока, лівої притоки Сіверського Дінцю.

## Адміністративний устрій
До складу Глибокинського міського поселення входять 4 населенні пункти:
- смт Глибокий - 9880 осіб (2010 рік),
- селище Кам’яногор’я - 806 осіб (2010 рік),
- селище Крута Гірка - 65 осіб (2010 рік),
- селище Таловата Балка - 105 осіб (2010 рік).